# Saint-Papoul
Saint-Papoul é uma comuna francesa na região administrativa de Occitânia, no departamento de Aude. Estende-se por uma área de 26,48 km². Em 2010 a comuna tinha 899 habitantes (densidade: 34 hab./km²).